# قائمة أسماء العلوم
تتضمن القائمة التالية أسماء العلوم بالعربية والإنجليزية:
| الاسم بالعربية                        | الاسم بالإنجليزية    | ملاحظات |  |
| ------------------------------------- | -------------------- | --- |  |
| علم الصوت                             | Acoustics            | هو فرع من العلوم المتعدد المبادئ الذي يهتم بدراسة الصوت، ما فوق الصوت، ما تحت الصوت، أو بشكل عام جميع الأمواج الميكانيكية للصوت في الغازات، السوائل والمواد الصلبة. |  |
| علم الهواء                            | Aerology             | ويعرف أيضاً بعلوم الغلاف الجوي (Atmospheric sciences). |  |
| علم الطيران                           | Aeronautics          | هو علم يختص بدراسة وتصميم وصناعة آلات الطيران، أو تقنية استخدام الطائرة. |  |
| علم دراسة جو الأرض والكواكب الأخرى    | ِAeronomy             | |  |
| علم الجمال                            | Aesthetics           | هي فرعٌ من فلسفة التّعامل مع الطبيعة والجمال والفنّ والذّوق. |  |
| علم دراسة مقارنة عادات الشعوب القديمة | Agriology            | |  |
| علم الزراعة                           | Agronomy             | هو مجال متعدد التخصصات يشمل أجزاء من العلوم الاجتماعية والطبيعية والاقتصادية والدقيقة التي تستخدم في فهم الزراعة وتطبيقها. |  |
| علم الجبر                             | Algebra              | فَرْعٌ مِنَ الرِّيَاضِيَّاتِ يَقُومُ عَلَى إِحْلاَلِ الرُّمُوزِ مَحَلَّ الأَعْدَادِ المجْهُولَةِ أَوِ الْمَعْلُومَةِ وأبو علم الجبر هو الخوارزمي |  |
| علم الألم                             | Algology             | وهو علم العلاج الطبي للألم |  |
| علم التخدير                           | Anesthesiology       | هو فرع من فروع الطب يركز على معالجة الألم أثناء العمليات الجراحية. |  |
| علم التشريح                           | Anatomy              | هو أحد فروع علم الأحياء، يهتم بدراسة شكل وبنية الكائنات الحية وكذا أجزائها (أعضاء، أنسجة). |  |
| علم الإنسان                           | Anthropology         | هو علمُ الإنسان الفرد وأعماله وسلوكه اجتماعيًا وحضاريًا وثقافيًا. |  |
| علم العنكبوتيات                       | Arachnology          | هو علم دراسة العناكب والحيوانات الأخرى ذات الصلة بها كالعقارب والعقرب المزيف وحشرة الأوبليون. |  |
| علم الآثار                            | Archaeology          | هو علم يختص بدراسة البقايا المادية التي خلّفها الإنسان ويبدأ تاريخ دراسة علم الآثار ببداية صُنع الإنسان لأدواته (القواطع والأدوات القاطعة). |  |
| علم العمارة                           | Architectonics       | علم يتعلق بالعمارة ويختص بصفاتها ومزاياها وخصائصها، فهو الدراسة العلمية للهندسة المعمارية الموسيقية والأدبية، أو الفنية. |  |
| علم الحساب                            | Arithmetic           | فرع من الرياضيات يتكون من دراسة الأعداد، وخاصة خصائص العمليات التقليدية عليها، بما فيها: الجمع والطرح والضرب والقسمة والرفع إلى أُس، واستخراج الجذور. |  |
| علم المفاصل                           | Arthrology           | هو العلم الذي يُعنى بدراسة المفاصل، أي الروابط القائمة بين العظام، وذلك من حيث بُنيتها، وظيفتها، اعتلالها وعلاجها. |  |
| علم الكواكب                           | Astrogeology         | هو علم دراسة الحفريات القديمة والنيازك ذات الصلة بأصل الحياة وأنظمة التربة الكوكبية المختلفة، ويُعرف أيضاً بـ (Planetary science أو planetology). |  |
| علم التنجيم                           | Astrology            | علم التنجيم هو مجموعة من الأنظمة والتقاليد والاعتقادات حول الأوضاع النسبية للأجرام السماوية والتفاصيل التي يمكن أن توفر معلومات عن الشخصية والشؤون الإنسانية، وغيرها من الأمور الدنيوية. ويسمى من يعمل في علم التنجيم بالمنجم ويعتبر العلماء التنجيم من العلوم الزائفة أو الخرافات.        |  |
| علم موقع النجوم                       | Astrometry           | هو فرع من فروع علم الفلك يُستخدم لتحديد مواقع الأجسام في القبة السماوية، في تاريخ محدد ووقت محدد ومكان محدد من على سطح الأرض، ويعرف أيضاً بعلم الفلك الكروي. |  |
| علم الهندسة الفضائية                  | Astronautics         | اشتق اسم ملاحة فضائية (astronautics) بالقياس على مصطلح الملاحة الفضائية (aeronautics). ولأن هناك قدراً من التداخل في التقنيات بين هذين المجالين، استخدم لفظ الفضاء الجوي للدلالة عليهما معاً.                                                                                                |  |
| علم الفضاء                            | Astronomy            | |  |
| علم الفلك الطبيعي                     | Astrophysics         | فرع من أفرع علم الفلك التي توظف مبادئ الفيزياء والكيمياء لدراسة طبيعة الأجسام الفلكية، فضلا عن مواقعها وحركتها في الفضاء. |  |
| علم الذرّة                             | Atomistics           | أيضاً Atomics |  |
| علم الجراثيم                          | Bacteriology         | طالع أيضاً علم الأحياء الدقيقة |  |
| علم الكيمياء الحيوية                  | Biochemistry         | هي أحد فروع العلوم الطبيعية ويختص بدراسة التركيب الكيميائي لأجزاء الخلية في مختلف الكائنات الحية سواء كانت كائنات دقيقة مثل (بكتيريا، فطريات، طحالب) أو راقية كالإنسان والحيوان والنبات |  |
| علم الجغرافيا الحيوية                 | Biogeography         | :الجغرافيا الحيوية هو علم دراسة توزيع التنوع الحيوي على المكان والزمان |  |
| علم الأحياء                           | Biology              | علم الأحياء هو علم طبيعي يُعنى بدراسة الحياة والكائنات الحية، بما في ذلك هياكلها ووظائفها ونموها وتطورها وتوزيعها وتصنيفها |  |
| علم الإحصاء الحيوي                    | Biometry             | |  |
| علم علاقة الكائنات بالبيئة            | Bionomics            | |  |
| علم النبات                            | Botany               | علم النبات هو الدراسة العلمية للحياة النباتية. |  |
| علم النباتات اللاوعائية               | Bryology             | فرع من فروع علم النبات |  |
| علم طب القلب                          | Cardiology           | طب القلب هو فرع من فروع الطب الباطني معني بصحة القلب وعلاج الأمراض المتعلقة بالقلب وجهاز الدوران |  |
| علم الخرائط                           | Cartography          | علم الخرائط أو فن رسم الخرائط هو دراسة وممارسة رسم الخرائط |  |
| علم الكيمياء                          | Chemistry            | الكيمياء علم المادة، أي دراسة المادة والتغيرات التي تطرأ عليها، وتحديدا تتم دراسة خواصها، وبنيتها، وتركيبها، وسلوكها، وتفاعلاتها، وتداخلاتها التي تحدثها |  |
| علم اللون                             | Chromatics           | طالع أيضاً نظرية اللون |  |
| علم التسلسل الزمني                    | Chronology           | في الأصل كان المقصود بهذه التسمية "علم الزمن" |  |
| علم المناخ                            | Climatology          | الجغرافية المناخية هي إحدى فروع الجغرافية الطبيعية التي تدرس الغلاف الغازي، وعناصر المناخ والطقس، وتأثيرها على الإنسان، والحيوان، والنبات |  |
| علم المحاريات                         | Conchology           | طالع أيضاً صَدَفة |  |
| علم أوصاف الكون                       | Cosmography          | علم يبحث في مظهر الكون وتركيبه العام |  |
| علم الكون                             | Cosmology            | |  |
| علم التجميل                           | Cosmetology          | |  |
| علم الجماجم                           | Craniology           | |  |
| علم الجريمة                           | Criminology          | علم الجريمة هو أحد فروع علم السلوك الإنساني وهو علم يدرس الجريمة باعتبارها ظاهرة في حياة الفرد وفي حياة الجماعة دراسة تستهدف وصفها وتحليلها وتقصي أسبابها |  |
| علم التشفير                           | Cryptology           | ويعرف أيضاً بعلم الاتصالات السرية |  |
| علم البلورات                          | Crystallography      | علم البلورات يختص بدراسة البلورات من حيث شكلها الظاهري أو الخارجي وتركيبها الداخلي والتعرف عليها وعلى الصخور والمعادن التي تحويها |  |
| علم التوجيه والتحكم                   | Cybernetics          | علم الاتصالات وأنظمة التحكم الآلي في كل من الآلات والكائنات الحية. |  |
| علم الخلايا                           | Cytology             | أو Cytotechnology وهو علم يدرس وحدة بناء الأحياء من نبات أو حيوان |  |
| علم السكان                            | Demography           | ويعرف بالديموغرافيا |  |
| علم الشجر                             | Dendrology           | الدراسة العلمية للأشجار |  |
| علم طب الجلد                          | Dermatology          | طب الجلد أو علم الجلد وأمراضه هو تخصص طبي يُعنى بالأمراض التي تصيب الجلد والأغشية المخاطية كما وُيعنى أيضاً بأمراض الأظافر والشعر وهو مرتبط تقليدياً بالأمراض المنتقلة عن طريق الجنس (طب الأمراض المنقولة جنسيا)، وكثيراً ما يسمى الطبيب المختص بهذا الفرع الطبي بطبيب الأمراض الجلدية والزهرية |  |
| علم التحليل الوصفي                    | Descriptive Analysis | |  |
| علم الحركة                            | Dynamics             | هي إحدى فروع الرياضيات التطبيقية (على وجه التحديد الميكانيكا الكلاسيكية) التي‌ تختص بدراسة القوى والعزوم وتأثيرها علي حركة الأجسام أي الحركة ومسبباتها |  |
| علم البيئة                            | Ecology              | علم البيئة هو الدراسة العلمية لتوزع وتلاؤم الكائنات الحية مع بيئاتها المحيطة وكيف تتأثر هذه الكائنات بالعلاقات المتبادلة بين الأحياء كافة وبين بيئاتها المحيطة |  |
| علم الاقتصاد                          | Economy              | هو النشاط البشري الذي يشمل إنتاج وتوزيع وتبادل واستهلاك السلع والخدمات |  |
| علم العمران                           | Ekistics             | هو العلم الذي يهتم بدراسة العمران والاستيطان البشري |  |
| علم الأجنة                            | Embryology           | هو دراسة تنامي الجنين وتشكُّل أعضائه والآليات التي تتضمن عملية تناميه وتطوره |  |
| علم الغدد الصماء                      | Endocrinology        | علم الغُدَد الصُّمّ أو طب الغدد الصم أو علم الهرمونات هو العلم الذي يعني بدراسة الغدد الصماء وأمراضها وعلاجها. |  |
| علم الخمر                             | Enology              | هو العلم الذي يختص بدراسة جميع الجوانب المتعلقة بالخمور والأنبذة وطرق تصنيعها ولكن هذا لا يتعلق بالعنب وكيفية نموه وحصاده |  |
| علم الحشرات                           | Entomology           | فرع علم الحيوان يهتم بدراسة الحشرات. |  |
| علم الإنزيمات                         | Enzymology           | |  |
| علم الأوبئة                           | Epidemiology         | علم الوبائيات أو علم الأوبئة كما تُعرف باسم علم انتشار الأمراض هو أحد العلوم الطبية الأساسية، ويُعنى بدراسة مدى انتشار العوامل المؤثرة على الصحة والمرض في المجتمع |  |
| نظرية المعرفة                         | Epistemology         | تُعرف النظرية المعرفية بأنّها فرع من فروع الفلسفة، وأطلق عليها الكثيرون علم الابستمولوجيا |  |
| علم الأوبئة الحيوانية                 | Epizootiology        | علم الطفيليات الحيوانية الخارجية أو علم أوبئة الطب البيطري ،هو علم لدراسة نماذج الأمراض عند الحيوانات |  |
| علم الأخلاق                           | Ethics               | فلسفة الأخلاق، والأخلاقيات، هي مجموعة من الآداب والقيم أو القواعد التي تعتبر صوابا بين أصحاب مهنة معينة. |  |
| علم الأعراق                           | Ethnology            | علم الأعراق هو علم الثقافات المقارن، وهو علم يعنى بخصائص وانجازات الشعوب وأحوالهم الحضارية والثقافية ومعتقداتهم |  |
| علم الاشتقاق                          | Etymology            | ويعرف أيضاً بعلم التجذير وعلم تاريخ الألفاظ |  |
| علم تحسين النسل                       | Eugenics             | |  |
| علم الرفاهية                          | Euthenics            | |  |
| علم الأحياء الفلكي                    | Astrobiology         | دراسة الحياة في الفضاء |  |
| علم أمراض الجهاز الهضمي               | Gastroenterology     | |  |
| علم الأنساب                           | Genealogy            | |  |
| علم الوراثة                           | Genetics             | |  |
| علم توزيع النبات                      | Geobotany            | ويعرف أيضاً باسم Phytogeography تختص بتحديد أماكن زراعة النباتات والمحاصيل |  |
| علم التاريخ الجيولوجي                 | Geochronology        | علم تحديد العمر الحقيقي للصخور والأحافير، والرواسب |  |
| علم دراسة عمر الصخور بالإشعاع         | Geochronometry       | |  |
| علم شكل الأرض ومساحتها (جيوديسيا)     | Geodesy              | من الناحية التقنية، جيوديسا هو علم المساحة التطبيقية |  |
| علم الأرض                             | Geology              | |  |
| علم الهندسة                           | Geometry             | |  |
| علم تشكل الأرض                        | Geomorphology        | تركز على دراسة التضاريس (كالجبال والسهول والأودية والأنهار والصحاري والسواحل) وأسباب نشأتها وتطورها. |  |
| علم الأرض                             | Geophysics           | |  |
| علم الشيخوخة                          | Gerontology          | |  |
| علم الجليد                            | Glaciology           | العلم الذي يهتم بدراسة الأنهار والكتل الجليدية أو الجليد بشكل عام والظواهر الطبيعية التي تتحكم به |  |
| علم فن النقش على الجواهر              | Glyptography         | |  |
| طب التوليد والنساء                    | Gynecology           | |  |
| علم الأحجار الكريمة                   | Gemology             | |  |
| علم دراسة الديدان الطفيلية            | Helminthology        | |  |
| علم الدم                              | Hematology           | |  |
| علم الزواحف والبرمائيات               | Herpetology          | |  |
| علم الأنسجة                           | Histology            | |  |
| علم التاريخ                           | History              | |  |
| علم معالجة المثلية                    | Homeopathy           | |  |
| علم قياس الوقت                        | Horology             | |  |
| علم ديناميكا السوائل                  | Hydrodynamics        | |  |
| علم المياه                            | Hydrology            | |  |
| علم توازن السوائل وضغطها              | Hydrostatics         | |  |
| علم النظافة                           | Hyginics             | |  |
| علم الأسماك                           | Ichthyology          | |  |
| علم المناعة                           | Immunology           | |  |
| علم الحركة                            | Kinetics             | |  |
| علم اللغة                             | Lexicology           | علم دراسة معاني الكلمات وأصلها وتاريخها |  |
| علم المسطحات المائية الداخلية         | Limnology            | |  |
| علم المنطق                            | Logic                | |  |
| علم الرخويات                          | Malacology           | |  |
| علم الثدييات                          | Mammalogy            | |  |
| علم الرياضيات                         | Mathematics          | |  |
| علم الميكانيكا                        | Mechanics            | |  |
| علم الأرصاد الجوية                    | Meteorology          | |  |
| علم المنهج                            | Methodology          | |  |
| علم العروض                            | Poetics              | أو فن الشعر أو فن القريض |  |
| علم القياس                            | Metrology            | |  |
| علم الأحياء الدقيقة                   | Microbiology         | |  |
| علم المعادن                           | Minerology           | |  |
| علم التشكل                            | Morphology           | في الجيولوجيا، علم التشكل يعني دراسة بنية الصخور والإصلاح الزراعى. |  |
| علم الموسيقى                          | Musicology           | |  |
| علم الفطريات                          | Mycology             | |  |
| علم العضلات                           | Myology              | |  |
| علم الأساطير                          | Mythology            | |  |
| علم المداواة الطبيعية                 | Naturopathy          | |  |
| علم طب الكلى                          | Nephrology           | |  |
| علم الغيوم                            | Nephology            | |  |
| علم الفزيولوجيا العصبية               | Neurophysiology      | |  |
| علم التنويم العصبي                    | Neurohypnology       | |  |
| علم الأمراض العصبية                   | neurology            | |  |
| علم تصنيف الأمراض                     | Nosology             | |  |
| علم النميّات                           | numismatics          | ويعرف أيضاً بعلم العملات أو المسكوكات |  |
| علم المحيطات                          | Oceanology           | كما يعرف بالإنجليزية باسمOceanography |  |
| طب الأسنان                            | Odontology           | الدراسة العلمية لبنية الأسنان وأمراضها. |  |
| علم الأورام                           | Oncology             | علم الأورام أو طب الأورام هو الفرع العلمي المختص بدراسة الأورام ويهدف للتعرف علي نموها وتطورها وعلاجها وكيفية الوقاية منها |  |
| علم الوجود                            | Ontology             | علم الوجود، هو أحد الأفرع الأكثر أصالة وأهمية في الميتافيزيقيا |  |
| علم دراسة الأفاعي                     | Ophiology            | فرع علم الحيوان الذي يتعامل مع الثعابين. |  |
| علم طب العيون                         | Ophthalmology:       | |  |
| علم البصريات                          | Optics               | يصف عِلْم البَصَرياتِ أو علم المَناظِرِ سلوك الطيف المرئي، تحت الأحمر، فوق البنفسجي، بشكل مجمل معظم الأمواج الكهرمغناطيسية والظواهر المشابهة مثل الأشعة السينية، الأمواج الميكروية، الأمواج الراديوية وغيرها من أنواع الأمواج والإشعاع الكهرطيسي                                                   |  |
| علم الأرغنوة                          | Organology           | علم الأرغنوة هو "علم اتخاذ الآلات الغريبة"، كذا في كشاف اصطلاحات الفنون، وجاء فيه أن علم الأسطرلاب من أقسام علم الأرغنوة الذي من فروع العلم الرياضي |  |
| علم دراسة الطيور                      | Ornithology          | هي فرع من علم الحيوان يتناول دراسة الطيور |  |
| علم الجبال                            | Orology              | |  |
| علم تقويم الأسنان                     | orthodontology       | |  |
| علم العظام                            | Osteology            | علم العظام يختص بدراسة بنيتها، خصوصا العناصر الهيكلية والأسنان وتشكلها الدقيق وتكونها ووظائفها وأمراضها وخصائصها المادية (مثلا ممانعتها وصلادتها) ويندرج ضمن علوم التشريح والبشر والآثار                                                                                                   |  |
| طب الأنف والأذن والحنجرة              | Otolaryngology       | |  |
| طب الأذن                              | Otology              | طب الأذن هو فرع من فروع الطب يهتم بتشريح الأذن ووظيفتها (السمع والجهاز الدهليزي الإحساسي والهياكل والوظائف ذات الصلة) وكذلك الأمراض المتعلقة بالأذن وكيفية تشخيصها وعلاجها |  |
| علم الأحافير                          | Paleontology         | كما يعرف بأسماء أخرى كعلم المستحاثات أو الأحياء القديمة أو المتحجرات |  |
| علم البرديات                          | papyrology           | فرع الدراسة الذي يتعامل مع البرديات القديمة. |  |
| علم الطفيليات                         | Parasitology         | علم الطفيليات هو العلم الذي يُعنى بدراسة الطفيليات وعلاقتها مع الجسم المضيف |  |
| علم الأمراض                           | Pathology            | هو فرع من الطب، يعنى بدراسة طبائع الأمراض والتغييرات التركيبية والوظيفية التي تقترن بمختلف الأمراض، وما تحدثه الأمراض في الأنسجة من تغييرات، أو ما تستثيره فيها من رد فعل وتغييرات يضمن ظواهر شتى؛ كالتحول والضمور والتضخم والالتهاب                                                       |  |
| علم التربية                           | Pedagogy             | طريقة التدريس وممارسته، خاصة باعتباره موضوعًا أكاديميًا أو مفهومًا نظريًا. |  |
| علم طب الأطفال                        | Pediatrics           | طب الأطفال فرع من فروع الطب، يهتم برعاية الأطفال. |  |
| علم دراسة التربة                      | Pedology             | |  |
| علم العقاب                            | Penology             | علم العقاب أو علم العقوبات هو العلم المختص بدراسة وسائل معاقبة وقمع السلوك الإجرامي ومنعه ومعاملة السجناء |  |
| علم الصخور                            | Petrology            | فرع العلم المعني بأصل الصخور وتركيبها على نطاق صغير |  |
| علم العقاقير                          | Pharmacology         | علم الأدوية هو علم دراسة المركبات الكيميائية ذات التأثير العلاجي، وطريقة تفاعل المركبات الدوائية مع الأجسام الحية لإنتاج التأثير العلاجي عن طريق الاتحاد بالمستقبلات البروتينية أو تثبيط انزيمات معينة ضمن الجسم                                                                           |  |
| دراسة الأحداث البيولوجية              | Phenology            | دراسة الظواهر الطبيعية الدورية والموسمية خاصة فيما يتعلق بالمناخ والحياة النباتية والحيوانية. |  |
| علم الظواهر (علوم)                    | Phenomenology        | يستخدم مصطلح 'الظواهر في العلم لوصف مجموعة من المعارف التي تربط الملاحظات التجريبية لظاهرة معينة ببعضها البعض، بما يتفق مع الأسس النظرية، ولكنه لا تشتق مباشرة من نظرية |  |
| علم اللغة المقارن                     | Philology            | (في الأساس فقه اللغة المقارن) هو أحد فروع علم اللغة التاريخي الذي يركز على مقارنة اللغات لتحديد الصلة التاريخية بينها |  |
| علم الفلسفة                           | Philosophy           | هي دراسة المشاكل العامة والأساسية التي تتعلق بأمور كـ الوجود، والمعرفة، والقِيَم، والعقل، واللغة |  |
| علم الفيزياء                          | Physics              | هو العلم الذي يدرس المفاهيم الأساسية مثل الطاقة، القوة، والزمان، وكل ما ينبع من هذا، مثل الكتلة المادة وحركتها |  |
| علم الصوتيات                          | Phonetics            | الصوتيات أو علم النطق أو علم الأصوات الكلامية هو أحد فروع علم اللسانيات، يُعنى بالجهاز الصوتي ومخارج أصوات الكلام الإنساني وتبويبها |  |
| علم الفراسة                           | Physiognomy          | |  |
| علم وظائف الأعضاء                     | Physiology           | هو علم دراسة وظائف الأعضاء والأجهزة الحيوية ويتضمن ذلك كيف تقوم الأجهزة العضوية، والخلايا، والجزيئات الحيوية بالعمليات الكيميائية والفيزيائية في الكائنات الحية |  |
| علم الاجتماع                          | Sociology            | |  |